# Hymenocrater
Hymenocrater  é um gênero botânico da família Lamiaceae

## Espécies
Composto por 20 espécies:
Hymenocrater adenothrix Hymenocrater altimuranus Hymenocrater argutidens
Hymenocrater aucheri Hymenocrater bituminosus Hymenocrater calycinus
Hymenocrater elegans Hymenocrater haussknechtii Hymenocrater incanus
Hymenocrater inciaidentatus Hymenocrater longiflorus Hymenocrater macrophyllus
Hymenocrater michauxii Hymenocrater oxyodontus Hymenocrater pallens
Hymenocrater paniculatus Hymenocrater platystegius Hymenocrater secundiflorus
Hymenocrater sessilifolius Hymenocrater yazdianus

## Nome e referências
Hymenocrater F.E.L. Fischer & C.A. Meyer, 1836